# Anders Refn
Anders Refn est un réalisateur et monteur danois né le 8 avril 1944. Il est le père de Nicolas Winding Refn.

## Filmographie partielle

### Comme réalisateur
- 1985 : De flyvende djævle ;
- 1993 : Sort høst.

### Comme monteur
- 1996 : Breaking the Waves de Lars von Trier ;
- 2001 : P.O.V. de Tómas Gislason ;
- 2008 : Max Manus, opération sabotage de Joachim Rønning et Espen Sandberg ;
- 2009 : Antichrist de Lars von Trier ;
- 2012 : Ginger and Rosa de Sally Potter ;
- 2013 : For Those in Peril de Paul Wright.